# نهاد قهوجي

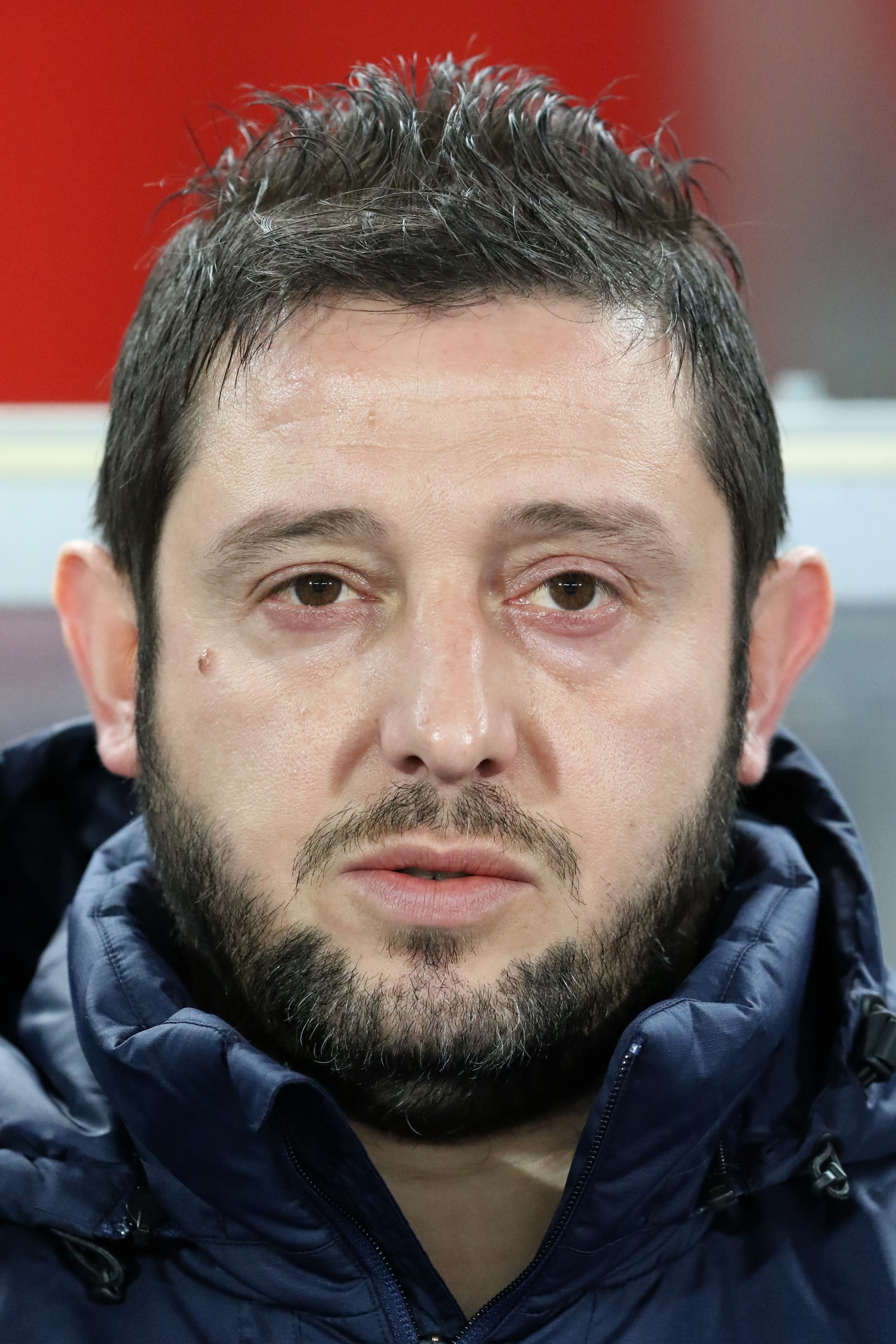
نهاد قهوجي

## نهاد قهوجي
الاسم : نيهات قهوجي

تاريخ ومحل الميلاد : 23 11 1979 ـ إسطنبول

المركز : مهاجم

القميص : (8)

الطول : 1.76

الانديه التي لعب لها : بشكتاش - ريال سوسيداد - فياريال

## بيشكتاش
نهاد هو إنتاج نادي بشكتاش وتم اكتشفه عن طريق هورسير مصطفى سيندير عندما لعب نهاد في بشيكتاش التركي في موسم 1996-97. وانضم إلى الفريق الأول في بشيكتاش في موسم 1997-98.

## ريال سوسيداد
في يناير 2002، تم انتقاله إلى ريال سوسيداد في إسبانيا من بشكتاش في عهد المدرب السابق جون توشاك. في ريال سوسيداد سجل 57 هدفا في 115 مباراة. في موسم 2002-03، نهاد سجل 23 هدفا في الدوري مما جعله في المرتبة الثانية المشتركة بين هداف لموسم خلف الهولندي روي ماكاي (29 هدفا)، وتعادل مع رونالدو.ريال سوسييداد انهى الموسم في المركز الثاني في الدوري، بفارق 2 نقاط خلف ريال مدريد.، وكانت له ضربة شراكة مثمرة للغاية مع الصربي داركو كوفاسيفيتش إلى الأمام.

## فياريال
في 16 مايو 2006 وافق نهاد على الانضمام إلى نادي فياريال، على عقد فترتة خمس سنوات، عل ى نقل بوسمان. بسبب مشاكله مع الإصابة، لم يتمكن من تقديم الكثير في أول موسم له، وسجل هدفا واحدا فقط في 9 مباريات.وبدا في موسمه الثاني وسجل 18 هدفا في الدوري.و في موسم 2008-09 بسبب وجود إصابات أخرى، لم يتمكن نهاد تسجيل هدف واحد في 19 مباراة وهو ما يعادل 764 دقيقة من اللعب.

## العودة إلى بيشكتاش
في 27 حزيران 2009، عاد نهاد إلى النادي الذي بدأ فيه حياته المهنية بتوقيع لبشيكتاش.

## مع المنتخب التركي
لعب نهاد أول مباراة دولية له ضد السويد في تشرين الأول 2000.

كأس العالم 2002 :
.
في المجموعة الثالثة، كاناول ظهور لنهاد في الدقيقة 79 بديلا لباشتورك ضد كوستاريكا.ودخل ليكون بديلا واهدى في الفوز 1-0 على اليابان. تركيا مضى، ليحتل المركز الثالث بعد فوزه 3-2 على ضيفه الهولندي جوس هيدينك في كوريا الجنوبية.

كأس الأمم الاوربية :

في المباراة النهائية لكأس الأمم الأوروبية 2008 في المجموعة الأولى، نهاد سجل هدفين في مباراة ضد الجمهورية التشيكية. كلا الفريقين كان متساويا في رصيد النقاط، على حد سواء بعد أن هزم سويسرا وخسروا امام البرتغال، وبالضبط مع نفس الكمية من اهداف التي عليه وله، يضمن الفوز يضمن لهم مقعد في الدور ربع النهائي في حين تعادل يعني بركلات الجزاء سيكون مطلوبا. التشيك 2-0 من خلال رأس يان كولر وياروسلاف بلاشيل والنتيجة لا تزال 2-0 حتى الدقيقة 75th، عندما سجل أردا توران 2-1. نهاد جاء بالهدف الأول في الدقيقة 87th ؛ وم ثم حميد ألتينتوب كرة عرضية أسقطت بواسطة بيتر تشيك السماح للاستفادة من نيهات الكرة داخل الشباك. وسجل هدفه الثاني بعد دقيقة واحدة ومساعدة تركيا الفوز بالمباراة 3-2.
نهاد كان استبعد من تركيا في نصف النهائي مع ألمانيا بسبب اصابة في الفخذ، مما يؤدي في النهاية المطلوبة لعملية جراحية ومنعته من اللعب لفياريال في وقت مبكر من موسم 2008-09.

## روابط خارجية
- نهاد قهوجي على موقع الاتحاد الدولي (مؤرشف)  (الإنجليزية)
- نهاد قهوجي على موقع اتحاد تركيا (لاعب) (الإنجليزية)
- نهاد قهوجي على موقع قاعدة بيانات كرة القدم.إي يو (الإنجليزية)
- نهاد قهوجي على موقع بيانات كرة القدم. دي إي (الألمانية)
- نهاد قهوجي على موقع ناشيونال فوتبول تيمز (الإنجليزية)
- نهاد قهوجي على موقع عالم كرة القدم.نت (الإنجليزية)
- نهاد قهوجي على موقع كووورة